# Архангело-Михайловский монастырь (Одесса)
Одесский во имя Архангела Михаила женский монастырь (укр. Свято-Архангело-Михайлівський жіночий монастир) — православный женский монастырь в честь архангела Михаила в городе Одесса.

## История
Одесский Свято-Архангело-Михайловский женский монастырь начинался с храма. Ходатайство об устройстве Архангело-Михайловского храма было возбуждено гражданами Одессы в 1826 году. Построен он был на окраине города в 1835 году на средства одесских благотворителей, рачением генерал-губернатора М.С.Воронцова в честь его небесного покровителя и при «высочайшем пособии» от императора Николая Первого по проекту архитектора Торичелли.В 1839 году при перенесении архиепископской кафедры из Екатеринослава в Одессу было предложено устроить при церкви дома для архиепископа, консистории и семинарии, но затем этот проект был оставлен. По особому предопределению Божиему в 1841 году первый архипастырь Одессы архиепископ Гавриил (Розанов) подал в Священный Синод рапорт и проект создания первого на юге России женского монастыря при существующей уже церкви. В том же году состоялось постановление Священного Синода и начало строительства монастыря заботами князя М. Воронцов и его супруги Е. Воронцовой, главной попечительницы монастыря графини Р. Эдлинг и мецената А. Струдзы. Пожертвования внесли также императрица Александра Феодоровна и царевич Александр – будущий император Александр Второй и многие представители «всех христолюбивых сословий» разных городов. Была построена церковь во имя святых праведных Захария и Елисаветы, училищный и монашеские корпуса. 9 мая 1844 года года архипастырь совершил Божественную литургию, после чего освятил корпуса, в том числе училища для девочек-сирот и келии сестёр. На участке у Фонтанской дороги, над морем был создан скит со Свято-Вознесенским храмом, который архиепископ Гавриил освятил 4 августа 1846 года.
В монастыре творилось столько добрых начинаний, столько пользы нёс он городу и людям, что благой след его оказался чрезвычайно глубоким. Обитель много помогала малоимущим и недужным. В 1871 г. училище для девочек-сирот было преобразовано в епархиальное женское училище, а в 1875 году в ограде монастыря для него было заложено новое здание, в котором также был устроен храм и освящён 3 июня 1886 года во имя св. Димитрия Ростовского. Неусыпным трудом настоятельниц обитель процветала. Были созданы иконописные и прочие мастерские, уникальные промыслы, налажено земледельческое хозяйство. Игумении монастыря Тавифа, Сусанна, Миропия, Архелая и Рафаила неустанно вели строительство духовного дома святой семьи монашествующих.
Но в 1923 году обитель закрыли как «контрреволюционную» за поддержку Патриарха Тихона и отказ следовать обновленческому расколу. А в 1931 году был взорван Свято-Архангело-Михайловский храм вместе с колокольней.
Но вера не погибла в сердцах людей. Она лишь спряталась, ушла в тайники души. При оккупации Одессы в 1941 г., когда рухнули препоны, это проявилось с особенной силой. В городе вновь открывались храмы. 27 апреля 1942 г. был составлен акт передачи помещений монастыря сёстрам обители. 3 сентября 1944 г. настоятельницу монахиню Анатолию возвели в игуменский сан. В обители тогда проживало более 70 сестёр. Сёстры трудились, не покладая рук, в монастырской больнице, мельнице, огороде, на скотном дворе, за выпечкой просфор, в мастерских, в церкви. Монахини имели счастье общаться с блаженным старцем Иоанном (в миру Иваном Петровичем Жуковским), проживавшем в послевоенные годы в стенах обители. Ею духовным наставником был, позже канонизированный, святой праведный Иона Одесский.
В 1961 г. советскими органами монастырь был снова закрыт, а все его сооружения передали туберкулёзной больнице.
Возрождение обители началось в 1992 г. Строения монастыря в то время находились в состоянии запустения - корпуса были полуразрушены, сквозь прогнившие крыши росли деревья и трава.
Обитель поднялась из руин попечением архипастыря Одессы Высокопреосвященнейшего митрополита Агафангела, подвижническим трудом монахинь. В 1995 году митрополит Одесский и Измаильский Агафангел возвёл матушку Серафиму (Шевчик) в сан игуменьи, благословил на труды настоятельницы Одесского Свято-Архангело-Михайловского женского монастыря. Пришлось заново создавать келии и храм. Зная, как важно возродить литургическую жизнь Владыка Агафангел пожертвовал для Свято-Архангело-Михайловского храма чудотворную Гербовецкую икону Божией Матери, евхаристический набор и позолоченное облачение на святой Престол, различную церковную утварь, а для воссоздания монастыря - строительные материалы, автомашины и т.д.
Монастырь вновь возродился, освящён был 1 мая 1993 года и возобновил свою спасительную миссию. Через некоторое время построен Дом Милосердия, в котором находят приют и уход обездоленные. В 2007 году освящён престол храма в честь «Собора преподобных отцев Киево-Печерских», расположенный на втором этаже Дома Милосердия. На территории монастыря открыты две часовни – чудотворной иконы Божией Матери «Неупиваемая чаша» и святых страстотерпцев Бориса и Глеба (освящена в 2004 году).
Обитель возродила славные традиции, которыми она снискала себе доброе имя у Бога и людей - много сил монастырь отдаёт благотворительности, помогая детским дошкольным и школьным учреждениям, здесь готовят трапезы для бедных и неимущих, с любовью оказывают посильную помощь в узах томящимся. В обители работают школы духовного просвещения для прихожан – детей и взрослых. Работает православная библиотека, составленная из старинных и современных книг. Игуменией и другими авторами монастыря также подготовлен ряд изданных уже книг.
В 2004 году в монастыре был открыт и освящён Блаженнейшим Владимиром, митрополитом Киевским и всея Украины уникальный музей «Христианская Одесса». В музее и выставочном зале Дома Милосердия регулярно проводятся выставки и другие культурные мероприятия для детей и взрослых. В 2008 г. на территории монастыря открыт памятный знак, посвящённый Крещению Руси.
При монастыре действуют отделения Одесской духовной семинарии: иконописное, регентское, золотошвейное и церковного художественного шитья, а также церковная лавка и вновь созданные мастерские.
По решению Священного Синода Украинской Православной Церкви, принятому 26 января 2012 года, созданы и открыты два скита монастыря - Свято-Вознесенский в г. Одессе и Свято-Рождество-Богородичный в с. Бараново Одесской области, с действующими храмами.